# Iso Ahvenjärvi (sjö i Enare, Lappland, Finland, lat 69,32, long 28,33)
Iso Ahvenjärvi eller Vuoskujärvi är en sjö i Finland. Den ligger i kommunen Enare i landskapet Lappland, i den norra delen av landet, 1 000 km norr om huvudstaden Helsingfors. Iso Ahvenjärvi ligger 130 meter över havet. Arean är 94,9 hektar och strandlinjen är 11,22 kilometer lång. Sjön  ingår i Pasvik älvs huvudavrinningsområde. 